# Vamos con Vos
Vamos con Vos fue una coalición electoral argentina fundada en 2021 que compitió en las elecciones legislativas de ese año en las provincias de Buenos Aires, Chaco, Corrientes, La Pampa y Santiago del Estero.
En la provincia bonaerense, fue integrada por los siguientes partidos: Frente H.A.C.E.R. por el Progreso Social, Partido Tercera Posición y  Movimiento Libres del Sur. En Chaco y Corrientes, la coalición fue integrada por Libres del Sur y el Partido Socialista.
En 2023 fue reemplaza por la nueva coalición electoral Hacemos por Nuestro País

## Diputados nacionales
Los tres diputados nacionales son parte del bloque Identidad Bonaerense, que a su vez integra el Interbloque Federal.
| Bloque Identidad Bonaerense Presidente: Alejandro «Topo» Rodríguez | Bloque Identidad Bonaerense Presidente: Alejandro «Topo» Rodríguez | Bloque Identidad Bonaerense Presidente: Alejandro «Topo» Rodríguez | Bloque Identidad Bonaerense Presidente: Alejandro «Topo» Rodríguez | Bloque Identidad Bonaerense Presidente: Alejandro «Topo» Rodríguez |
| Retrato                                                            | Nombre                                                             | Provincia                                                          | Mandato                                                            | Mandato                                                            |
| Retrato                                                            | Nombre                                                             | Provincia                                                          | Inicio                                                             | Fin                                                                |
| ------------------------------------------------------------------ | ------------------------------------------------------------------ | ------------------------------------------------------------------ | ------------------------------------------------------------------ | ------------------------------------------------------------------ |
|                                                                    | Alejandro Esteban «Topo» Rodríguez                                 | Buenos Aires                                                       | 2019                                                               | 2023                                                               |
|                                                                    | Florencio Randazzo                                                 | Buenos Aires                                                       | 2021                                                               | 2025                                                               |
|                                                                    | Graciela Camaño                                                    | Buenos Aires                                                       | 2019                                                               | 2023                                                               |

## Partidos integrantes en las elecciones de 2021
| Partido | Partido | Partido                                                                              | Líder              | Ideología                                  | Posición        |
| ------- | ------- | ------------------------------------------------------------------------------------ | ------------------ | ------------------------------------------ | --------------- |
|         |         | Frente H.A.C.E.R. por el Progreso Social (en Buenos Aires)                           | Florencio Randazzo | Peronismo Federal                          | Centro          |
|         |         | Partido Socialista (en Chaco, Corrientes y La Pampa)                                 | Mónica Fein        | Socialdemocracia Socialismo democrático    | Centroizquierda |
|         |         | Partido Tercera Posición (en Buenos Aires)                                           | Graciela Camaño    | Peronismo Federal                          | Centroderecha   |
|         |         | Movimiento Libres del Sur (en Buenos Aires, Chaco, Corrientes y Santiago del Estero) | Humberto Tumini    | Nacionalismo de izquierda Socialdemocracia | Centroizquierda |

## Precandidatos en las PASO de 2021
a. En la provincia de Corrientes
Los precandidatos a DIP.NAC
1) Juan Pantaleón Almada
2) Elena Proscopio
3) Matías Ledesma